# كلايف ويكس
كلايف ويكس (18 مايو 1949 - ) (بالإنجليزية: Clive Wicks)‏ هو لاعب كريكت بريطاني.

## وصلات خارجية
- كلايف ويكس على موقع إي آس بي آن كريك إنفو (الإنجليزية)